# Европейский маршрут E63
Европейский маршрут Е63 — европейский автомобильный маршрут категории А, соединяющий финские города Соданкюля и Турку и пересекающий страну с севера на юг.
Протяжённость маршрута составляет 1126 км.

## Города, через которые проходит маршрут
- Финляндия: Соданкюля — Кемиярви — Куусамо — Каяани — Ийсалми — Куопио — Ювяскюля — Тампере — Турку

Е62 связан с маршрутами:
| - E08 - E18 |  | - E12 - E75 |

## Фотографии

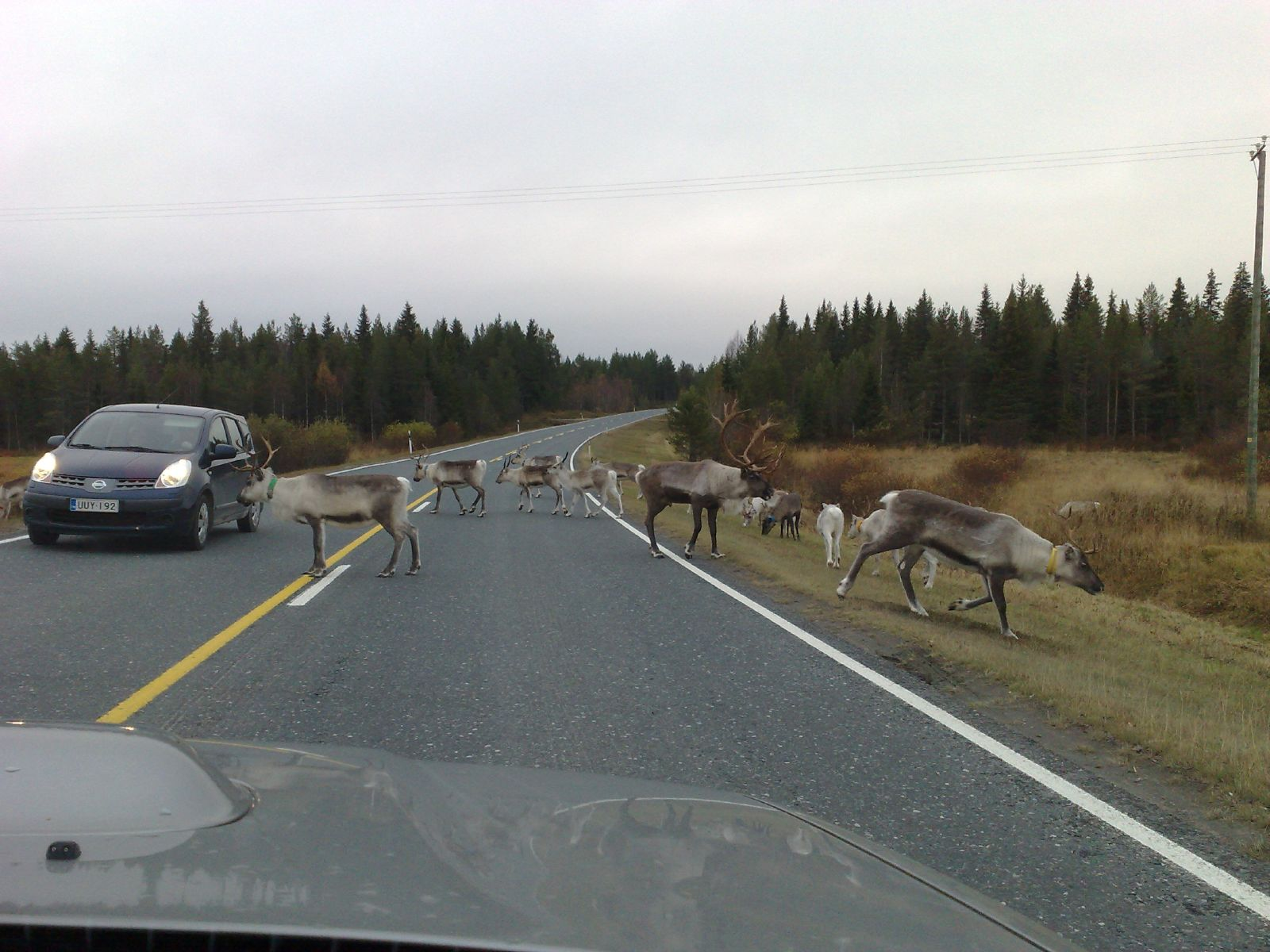
Олени на дороге около Куусамо
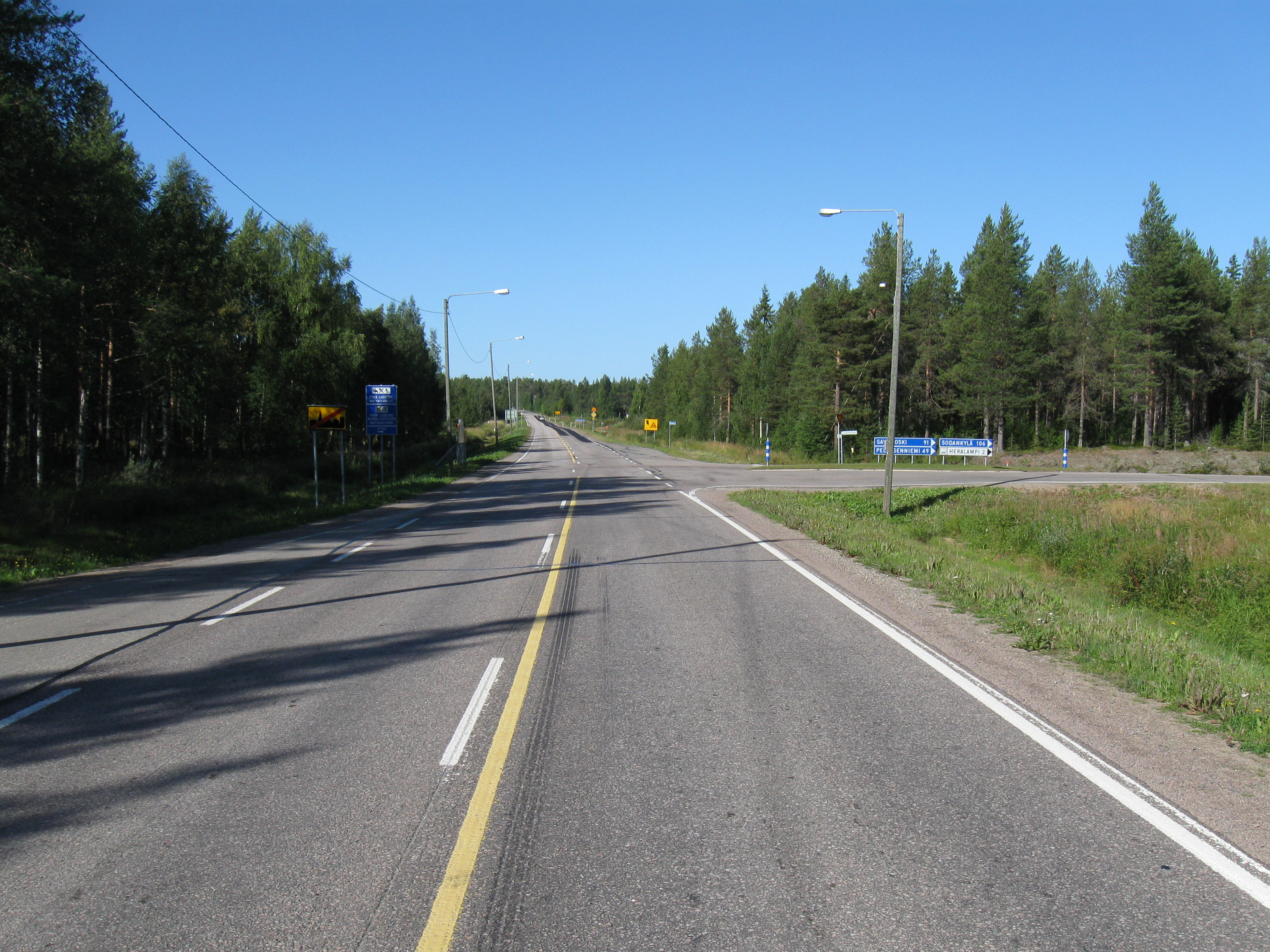
Е63 вблизи Кемиярви
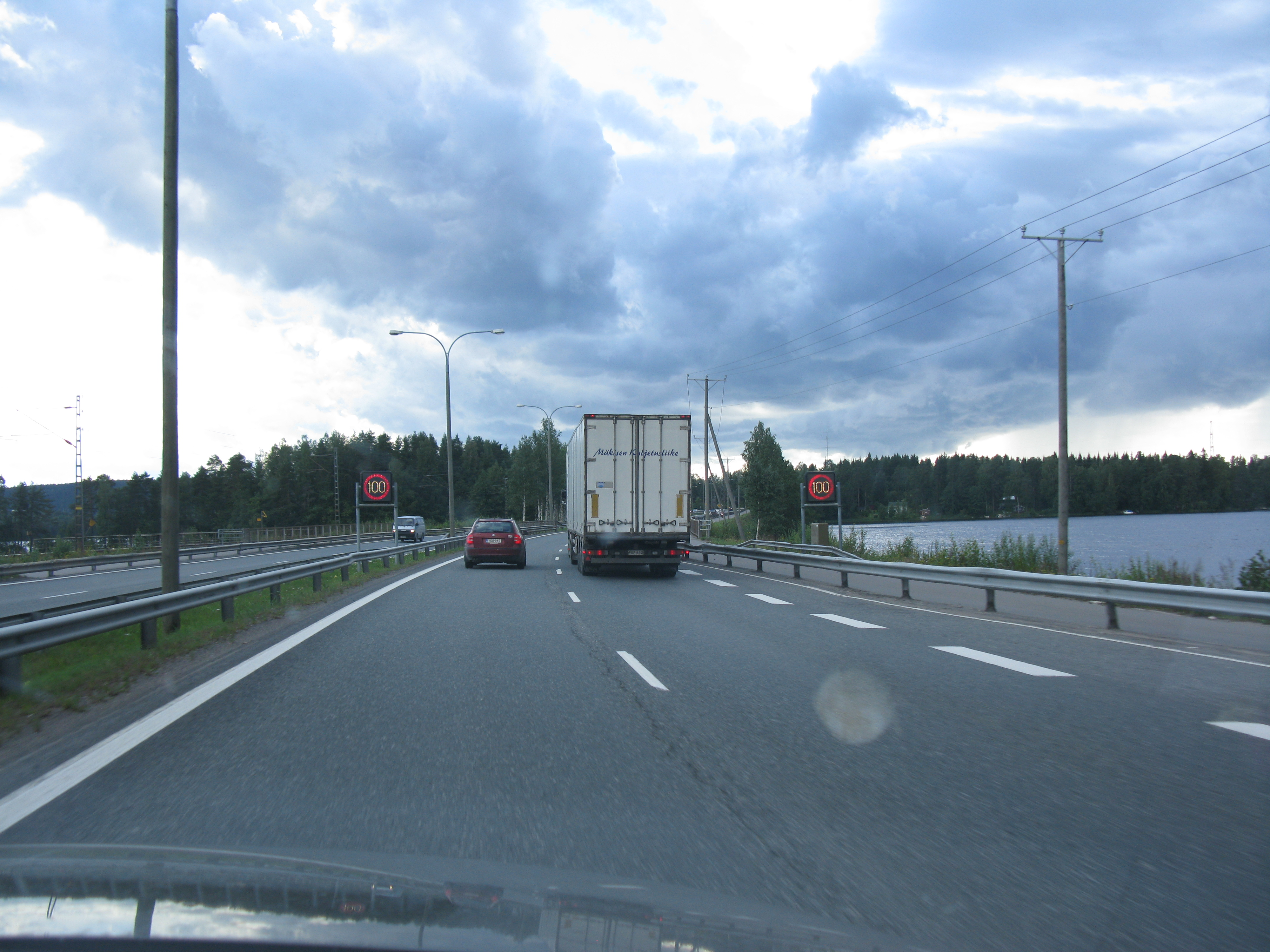